# Riccardia pellioides
Riccardia pellioides là một loài rêu trong họ Aneuraceae. Loài này được Horik. mô tả khoa học đầu tiên năm 1937. Danh pháp khoa học của loài này chưa được làm sáng tỏ. 